# Fazekas László (költő)
Fazekas László (Pápa, 1924. július 20. – Dunakeszi, 1982. november 24.) magyar költő, író.

## Életpályája
Gyermekkorában Amerikában élt, de a középiskolai tanulmányait már Budapesten végezte. A Budapesti Tudományegyetem magyar-történelem szakán tanult. Eötvös-kollégista volt. 1947-ben szerzett tanári diplomát és bölcsész doktorátust. 1948-tól az MTI-nél dolgozott, közben tankönyveket is írt és szerkesztett. Az 1950-es években segédmunkás volt. 1956-ban az Országos Széchényi Könyvtár munkatársa lett. 1961-től a Kultúra Külkereskedelmi Vállalatnál dolgozott. 1963-ban a Móra Könyvkiadóhoz került, ahol lektori, később szerkesztői beosztásban dolgozott.

## Művei
- A megvallott gyermekkor (önéletrajzi regény, Budapest, 1965)
- Éjféli nap (versek, Budapest, 1967)
- Lagodai pagoda (gyermekversek, Budapest, 1970)
- Sziklaösvény (versek, Budapest, 1973)
- Villantó (ifjúsági regény, Budapest, 1975)
- A szökevény léggömb (gyermekversek, Budapest, 1976)
- Bölény a falon (versek, Budapest, 1977)
- Kapukulcs a kő alatt (ifjúsági regény, Budapest, 1978)
- Gyere velem labdázni, apu! (ifjúsági elbeszélés, Budapest, 1979)
- Nevetséges mozdulatok (regény, Budapest, 1982)
- Ötig ráérünk (ifjúsági regény, Budapest, 1983)